# Myllenyxis flavartis
Myllenyxis flavartis là một loài tò vò trong họ Ichneumonidae.